# Stammliste des Hauses Stewart

Stammwappen der Familie Stewart

Stammliste der schottischen Adelsfamilie Stewart.
Die Hauptlinie der Familie stellte ab Robert II. von 1370 bis 1587 die schottischen Könige. Nachdem mit dem Tod Jakobs V. 1542 die Nachkommenlinie Roberts II. im Mannesstamm erlosch, fiel die schottische Krone an dessen Tochter Maria Stuart und bei deren Tod, 1587, an deren Sohn aus ihrer zweiten Ehe mit Henry Stuart, Lord Darnley, Jakob VI., der als Jakob I. 1603 in Personalunion auch König von England und König von Irland wurde. Lord Darnley entstammte einer nicht-königlichen Nebenlinie des Hauses Stewart, seine Nachkommenlinie wird „Haus Stuart“ genannt und ist 1807 erloschen. Nicht-königliche Nebenlinien des Hauses Stewart sowie Bastardlinien bestehen bis heute.

## Hauptlinie des Hauses Stewart
1. Walter fitz Alan, 1. High Steward of Scotland (um 1110–1177), seit ca. 1150 High Steward of Scotland, ⚭ Eochyna de Molle; → Vorfahren siehe Haus FitzAlan
  1. Alan fitz Walter, 2. High Steward of Scotland (um 1150–1204), ⚭ II) Alesta of Mar
    1. Leonard Stewart
    2. Aveline Stewart
    3. II) Walter Fitzalan, 3. High Steward of Scotland („Walter Óg“, um 1198–1241), ⚭ Bethóc (Tochter von Gille Christ, Earl of Angus)
      1. Alexander of Dundonald, 4. High Steward of Scotland (um 1220–1282) ⚭ Jean (Tochter von James, Lord of Bute)
        1. James Stewart, 5. High Steward of Scotland (1243–1309) ⚭ I) Cecilia de Dunbar, ⚭ II) Gille de Burgh
          1. II) Andrew Stewart († vor 1309)
          2. II) Walter Stewart, 6. High Steward of Scotland († 1327) ⚭ Marjorie Bruce (Tochter des schottischen Königs Robert the Bruce)
            1. Robert II. (1316–1390), ab 1370 König von Schottland → Nachfahren siehe unten Hauptlinie königliches Haus Stewart

          3. II) John Stewart (vor 1309–1318)
          4. II) James Stewart (* vor 1309)
          5. II) Gille Stewart (* vor 1309), ⚭ Alexander de Meyners

        2. Sir John Stewart of Bonkyl (vor 1269–1298) ⚭ Margaret de Bonkyl → Nachfahren siehe unten Linie Stewart of Bonkyl
        3. Elizabeth Stewart († vor 1288), ⚭ William „le Hardi“ Douglas

      2. Sir Robert Stewart of Tarbolten and Crookston
      3. John Stewart († 1249)
      4. Walter Bulloch Stewart, ⚭ Mary de Menteith, Countess of Menteith → Nachfahren siehe unten Linie Stewart of Menteith
      5. William Stewart
      6. Beatrix (Elizabeth) Stewart, ⚭ Maol Domhnaich, Earl of Lennox
      7. Christian Stewart
      8. Eupheme FitzAlan, ⚭ Patrick, 5. Earl of Dunbar
      9. Margaret Stewart, ⚭ Niall, Earl of Carrick
      10. Sybella Stewart, ⚭ Colin Fitzgerald, 1. Lord of Kintail

    4. David Stewart (* um 1204)

  2. Simon FitzWalter
  3. Margaret FitzWalter

### Hauptlinie königliches Haus Stewart
1. Robert II. (1316–1390), König von Schottland ⚭ I) Elizabeth Mure of Rowallan, ⚭ II) Euphemia de Ross († 1386) → Vorfahren siehe oben Hauptlinie des Hauses Stewart
  1. I) Robert III. (1337–1406), König von Schottland ⚭ Annabella Drummond (um 1350–1401)
    1. David Stewart, 1. Duke of Rothesay (1378–1402)
    2. Robert († jung)
    3. Jakob I. (1394–1437), König von Schottland ⚭ Joan Beaufort
      1. Margaret (1424–1445) ⚭ König Ludwig XI. von Frankreich (1423–1483)
      2. Isabel († 1494) ⚭ Herzog Franz I. von der Bretagne (1414–1450)
      3. Johanna ⚭ I) James Douglas, 3. Earl of Angus († um 1446), ⚭ II) James Douglas, 1. Earl of Morton († 1493)
      4. Alexander (*/† 16. Oktober 1430)
      5. Jakob II. (1430–1460), König von Schottland ⚭ Maria von Geldern (um 1434–1463)
        1. Jakob III. (1451–1488), König von Schottland ⚭ Margarethe von Dänemark (1456–1486)
          1. Jakob IV. (1473–1513), König von Schottland ⚭ Margaret Tudor (1489–1541)
            1. James († 1486)
            2. Arthur  (1509–1510)
            3. Jakob V. (1512–1542), König von Schottland ⚭ I) Madeleine von Frankreich (1520–1537), II) Marie de Guise (1515–1560)
              1. I) Jakob (1540–1541)
              2. I) Arthur (*/† April 1541)
              3. I) Maria Stuart (1542–1587), Königin von Schottland ⚭ I) Franz II. von Frankreich (1544–1560), ⚭ II) Henry Stuart, Lord Darnley (1545–1567), ⚭ III) James Hepburn, 4. Earl of Bothwell (um 1534–1578) → Hauptlinie erloschen
                1. II) → Nachfahren siehe unten Haus Stuart

            4. Alexander (1514–1515)
            5. (illegitim) Alexander Stewart (um 1493–1513), Erzbischof von St Andrews und Lordkanzler von Schottland
            6. (illegitim) Jane Stuart (1502–1563), ⚭ Malcolm Fleming, 3. Lord Fleming

          2. James Stewart, 1. Duke of Ross (1476–1504)
          3. John Stewart, Earl of Mar (1479–1503)

        2. Alexander Stewart, 1. Duke of Albany (um 1454–1485), ⚭ I) Catherine Sinclair, ⚭ II) Anne de la Tour d’Auvergne († 1512)
          1. I) Alexander († 1534), 1527 Bischof von Moray
          2. I) Catherine, ⚭ Patrick Hamilton of Kincavil
          3. II) John Stewart, 2. Duke of Albany (* 1484; † 1536), Regent von Schottland 1516–1528, ⚭ Anne de La Tour d’Auvergne († 1524)

        3. David (um 1455–1457)
        4. John (um 1456/57–1479)
        5. Mary Stewart von Schottland (um 1451/52–1488) ⚭ I) Thomas Boyd, 1. Earl of Arran, II) James Hamilton, 1. Lord Hamilton
        6. Margaret (um 1459/60) ⚭ William Crichton, 3. Lord Crichton
        7. John (um 1456/57; † vermutlich Juli 1479)

      6. Eleonore von Schottland (1433–1480) ⚭ Erzherzog Siegmund (Österreich-Tirol) (1427–1496)
      7. Maria († 1465) ⚭ Wolfhart VI. von Borsselen († 1487)
      8. Annabella († 1458) ⚭ I) Louis Graf von Genf, II) George Gordon, 2. Earl of Huntly († 1501)

    4. Margaret († 1456) ⚭ Archibald Douglas, 4. Earl of Douglas (um 1370–1424)
    5. Maria († 1458) ⚭ George Douglas, 1. Earl of Angus (um 1378–1402)
    6. Elizabeth († 1411) ⚭ James Douglas, 1. Lord of Dalkeith
    7. Egidia
    8. (illegitim) William Stewart († zwischen 1445 und 1449)

  2. I) Walter Stewart (1338–1363) ⚭ Isabella Macduff, Countess of Fife († um 1389)
  3. I) Robert Stewart, 1. Duke of Albany (1339–1420) ⚭ I) Margaret Graham, Countess of Menteith († 1380), II) Muriella de Keith
    1. I) Murdoch Stewart, 2. Duke of Albany, Earl of Menteith (1362–1425) ⚭ Isabella of Lennox, 9. Countess of Lennox († 1458)
      1. Robert Stewart, Master of Fife († vor 1421)
      2. Walter Stewart, Master of Fife († 1425)
        1. (illegitim) Walter Stewart of Morphie († vor 1488) → Nachfahren siehe Bastardlinie Stewart of Ochiltree
        2. (illegitim) Andrew Stewart, 1. Lord Avondale († 1488)

      3. Sir Alexander Stewart († 1425)
      4. Sir James Stewart, 1. Laird of Baldorran († 1451)
        1. (illegitim) James Mor Stewart, 2. Laird of Baldorran
          1. James Beag Stewart, 3. Laird of Baldorran († 1470) → Nachfahren: Linie Stewart of Ardvorlich

    2. I) Lady Joan Stewart ⚭ Robert Stewart, 1. Lord Lorne (vor 1382–1449)
    3. II) John Stewart, 3. Earl of Buchan († 1424)

  4. I) Alexander Stewart, 1. Earl of Buchan (1343–1394), ⚭ Euphemia, 6. Countess of Ross
    1. (illegitim) Alexander Stewart, 12. Earl of Mar († 1435), ⚭ Isabel Douglas, 11. Countess of Mar

  5. I) Margaret ⚭ John MacDonald, Lord of the Isles
  6. I) Marjorie ⚭ John Dunbar, Earl of Moray
  7. I) Joan ⚭ I) Sir John de Keith, II) John Lyon of Glamis, III) Sir James Sandilands of Calder
  8. I) Elizabeth ⚭ Thomas Hay
  9. I) Isabella ⚭ I) James Douglas, 2. Earl of Douglas (um 1358–1388), II) John Edmonston
  10. I) Katharine ⚭ David Lindsay, 1. Earl of Crawford
  11. II) David Stewart, 1. Earl of Strathearn, 1. Earl of Caithness (um 1360–1389)
    1. Euphemia Stewart, 2. Countess of Strathearn, Countess of Caithness (vor 1375–1434)

  12. II) Walter Stewart, 1. Earl of Atholl, 4. Earl of Strathearn, 3. Earl of Caithness (1360–1437) ⚭ I) Margaret Barclay († 1404), II) Elizabeth, Tochter des Sir William Graham of Kincardine († 1424)
    1. Allan Stewart, 4. Earl of Caithness († 1431)

  13. II) Margaret
  14. II) Egidia
  15. II) Elizabeth ⚭ Sir William Douglas († 1392)
  16. (illegitim) Sir John Stewart (vor 1390–nach 1445), Hereditary Sheriff of Bute → Nachfahren siehe Bastardlinie Stuart of Bute

#### Bastardlinie Stuart of Bute
1. Sir John Stewart (vor 1390–nach 1445), Hereditary Sheriff of Bute → Vorfahren siehe oben Hauptlinie königliches Haus Stewart
  1. William Stewart of Fennock († um 1465)
    1. James Stewart of Kilcattan († 1477)
      1. Ninian Stewart of Ardmaleish († 1539)
        1. Sir James Stewart of Ardmaleish († 1570)
          1. John Stewart of Ardmaleish († 1612)
            1. Sir John Stuart of Ardmaleish († 1619)
              1. Sir James Stuart, 1. Baronet of Bute († 1662)
                1. Sir Dugald Stuart, 2. Baronet of Bute († 1670)
                  1. James Stuart, 1. Earl of Bute († 1710)
                    1. James Stuart, 2. Earl of Bute († 1723)
                      1. John Stuart, 3. Earl of Bute (1713–1792)
                        1. John Stuart, 1. Marquess of Bute (1744–1814)
                          1. John Stuart, Viscount Mount Stuart (1767–1794)
                            1. John Crichton-Stuart, 2. Marquess of Bute (1793–1848)
                              1. John Crichton-Stuart, 3. Marquess of Bute (1847–1900)
                                1. John Crichton-Stuart, 4. Marquess of Bute (1881–1947)
                                  1. John Crichton-Stuart, 5. Marquess of Bute (1907–1956)
                                    1. John Crichton-Stuart, 6. Marquess of Bute (1933–1993)
                                      1. John Crichton-Stuart, 7. Marquess of Bute (1958–2021)
                                        1. John Crichton-Stuart, 8. Marquess of Bute (* 1989)

                                2. Ninian Crichton-Stuart (1883–1915)

                            2. James Crichton-Stuart (1794–1859)

                          2. Evelyn Stuart (1773–1842)
                          3. Henry Stuart (1777–1809)
                            1. Henry Villiers-Stuart, 1. Baron Stuart de Decies (1803–1874)
                              1. Henry Windsor Villiers Stuart (1827–1895)

                          4. William Stuart (1778–1814)
                          5. George Stuart (1780–1841), Rear-Admiral
                          6. Dudley Coutts Stuart (1803–1854)

                        2. James Stuart-Wortley-Mackenzie (1747–1818), → Nachkommen siehe unten Linie Stuart-Wortley
                        3. Frederick Stuart (1751–1802)
                        4. Sir Charles Stuart (1753–1801)
                          1. Charles Stuart, 1. Baron Stuart de Rothesay (1779–1845) ⚭ Lady Elizabeth Yorke
                          2. John James Stuart (1782–1811)
                            1. Charles Stuart (1810–1892)

                        5. William Stuart (1755–1822), Erzbischof von Armagh
                          1. William Stuart (1798–1874)
                            1. William Stuart (1825–1893)

                          2. Henry Stuart (1804–1854)

                        6. Louisa Stuart (1757–1851)

                      2. James Stuart Mackenzie (1719–1800)

                  2. Dugald Stuart, Lord Blairhall († 1712), Richter am Court of Session

                2. Sir Robert Stuart, 1. Baronet of Tillicoultry (um 1655–1710)
                  1. Sir Robert Stuart, 2. Baronet of Tillicoultry (um 1700–1767)

##### Linie Stuart-Wortley
1. James Stuart-Wortley-Mackenzie (1747–1818) → Vorfahren siehe oben Bastardlinie Stuart of Bute
  1. James Stuart-Wortley, 1. Baron Wharncliffe (1776–1845)
    1. John Stuart-Wortley, 2. Baron Wharncliffe (1801–1855)
      1. Edward Montagu-Granville-Stuart-Wortley, 1. Earl of Wharncliffe (1827–1899)
      2. Francis Montagu-Stuart-Wortley (1829–1893)
        1. Francis Montagu-Stuart-Wortley-Mackenzie, 2. Earl of Wharncliffe (1856–1926)
          1. Archibald Montagu-Stuart-Wortley-Mackenzie, 3. Earl of Wharncliffe (1892–1953)
            1. Alan Montagu-Stuart-Wortley-Mackenzie, 4. Earl of Wharncliffe (1935–1987)

        2. Edward Montagu-Stuart-Wortley (1857–1934)
        3. Ralph Granville Montagu-Stuart-Wortley (1864–1927)
          1. Ralph Montagu-Stuart-Wortley (1897–1961)
            1. Alan Montagu-Stuart-Wortley (1927–1986)
              1. Richard Montagu-Stuart-Wortley, 5. Earl of Wharncliffe (* 1953)

    2. Charles Stuart-Wortley (1802–1844)
    3. James Stuart-Wortley (1805–1881)
      1. Charles Stuart-Wortley, 1. Baron Stuart of Wortley (1851–1926)

#### Bastardlinie Stewart of Ochiltree
1. Walter Stewart of Morphie († vor 1488) ⚭ Elizabeth Arnot → Vorfahren siehe oben Hauptlinie königliches Haus Stewart
  1. Alexander Stewart of Avondale († 1489)
    1. Andrew Stewart, 1. Lord Avondale († 1513) ⚭ Margaret Kennedy
      1. Andrew Stewart, 1. Lord Stewart of Ochiltree, 2. Lord Avondale († 1548) ⚭ Margaret Hamilton
        1. Andrew Stewart, 2. Lord Stewart of Ochiltree (um 1521–1591)
          1. Andrew Stewart, Master of Ochiltree († 1578)
            1. Andrew Stewart, 1. Baron Castle Stuart, 3. Lord Stewart of Ochiltree (1560–1629)
              1. Andrew Stewart, 2. Baron Castle Stewart († 1639)
                1. Andrew Stewart, 3. Baron Castle Stewart († 1650)
                  1. Josias Stewart, 4. Baron Castle Stewart († 1662)

              2. John Stewart, 5. Baron Castle Stewart († 1685)
              3. Hon. Robert Stewart († 1662)
                1. Robert Stewart, 6. Baron Castle Stewart († 1686)
                  1. Andrew Stewart, de jure 7. Baron Castle Stewart (1672–1715)
                    1. Robert Stewart, de jure 8. Baron Castle Stewart (1700–1742)
                      1. Andrew Stewart, 1. Earl Castle Stewart (1725–1809)
                        1. Robert Stewart, 2. Earl Castle Stewart (1784–1854)
                          1. Edward Stewart, 3. Earl Castle Stewart (1807–1857)
                          2. Charles Stewart, 4. Earl Castle Stewart (1810–1874)
                            1. Henry Stuart-Richardson, 5. Earl Castle Stewart (1837–1914)

                          3. Rev. Hon. Andrew Godfrey Stuart (1812–1889)
                            1. Andrew Stuart, 6. Earl Castle Stewart (1841–1921)
                              1. Arthur Stuart, 7. Earl Castle Stewart (1889–1961)
                                1. Arthur Stuart, 8. Earl Castle Stewart (* 1928)
                                  1. Andrew Stewart, Viscount Stuart (* 1953)
                                  2. Lady Bridget Stewart (* 1957)

          2. James Stewart, 1. Earl of Arran († 1595)
            1. James Stewart, 1. Lord Ochiltree († nach 1658)
              1. William Stewart, Master of Ochiltree († 1645)
              2. William Stewart, 2. Lord Ochiltree († 1675)

          3. Robert Stewart of Pittheustes
          4. (illegitim) John Stuart → schwedische Linie
            1. Anders Stuart, Herr zu Hedenlunda
            2. David Stuart, Herr zu Rockelstad
              1. Carl Magnus Stuart (1650–1705),  schwedischer Baron und Generalleutnant

      2. Henry Stewart, 1. Lord Methven (um 1497–um 1555)
        1. Henry Stewart, 2. Lord Methven († 1572)
          1. Henry Stewart, 3. Lord Methven († um 1580)

      3. William Stewart, 1. Laird of Dunduff (um 1500–1552) ⚭ Isabel Kerr
        1. William Stewart, 2. Laird of Dunduff (um 1520–1590) ⚭ Elizabeth Corry
          1. Matthew Stewart, 3. Laird of Dunduff († 1609)
            1. William Stewart, 4. Laird of Dunduff (um 1580–1637) ⚭ Jane Stewart
              1. James Stewart ⚭ Ann Galbraith
                1. William Stewart ⚭ Alice Wilkins
                  1. Isabella Stewart ⚭ I) Edmund Francis Stafford, ⚭ II) William Forward

      4. Sir James Stewart of Beath († 1544)
        1. Henry Stewart
          1. James Stewart of Burray

        2. James Stewart, 1. Lord Doune († 1590)
          1. James Stewart, 2. Lord Doune († 1592)
            1. James Stewart, 3. Earl of Moray († 1638)
              1. James Stewart, 4. Earl of Moray († 1653)
                1. Alexander Stuart, 5. Earl of Moray († 1701)
                2. Charles Stuart, 6. Earl of Moray († 1735)
                  1. Francis Stuart, 7. Earl of Moray († 1739)
                  2. James Stuart, 8. Earl of Moray (1708–1767)
                    1. Francis Stuart, 9. Earl of Moray (1737–1810)
                      1. Francis Stuart, 10. Earl of Moray (1771–1848)
                        1. Francis Stuart, 11. Earl of Moray (1795–1859)
                        2. John Stuart, 12. Earl of Moray (1797–1867)
                        3. Archibald Stuart, 13. Earl of Moray (1810–1872)
                        4. George Stuart, 14. Earl of Moray (1816–1895)

                      2. Hon. Archibald Stuart (1771–1832)
                        1. Rev. Edmund Luttrell Stuart (1798–1869)
                          1. Edmund Stuart, 15. Earl of Moray (1840–1901)
                          2. Francis Stuart, 16. Earl of Moray (1842–1909)
                          3. Morton Stuart, 17. Earl of Moray (1855–1930)
                            1. Francis Stuart, 18. Earl of Moray (1892–1943)
                            2. Archibald Stuart, 19. Earl of Moray (1894–1974)
                              1. Douglas Stuart, 20. Earl of Moray (1928–2011)
                                1. John Stuart, 21. Earl of Moray (* 1966)
                                  1. James Stuart, Lord Doune (* 2002)
                                  2. Hon. Alexander Stuart (* 2004)

          2. Henry Stewart, 1. Lord St. Colme († 1612)
            1. James Stewart, 2. Lord St. Colme († nach 1620/vor 1643)

    2. Alexander Stewart
    3. William Stewart

### Linie Stewart of Bonkyl
1. Sir John Stewart of Bonkyl (vor 1269–1298) ⚭ Margaret de Bonkyl → Vorfahren siehe oben Hauptlinie des Hauses Stewart
  1. Sir Alexander Stewart of Bonkyl (vor 1285–1319)
    1. Isabella Stewart (1300–1347)
    2. John Stewart, 1. Earl of Angus (vor 1315–1331)
      1. Thomas Stewart, 2. Earl of Angus (1331–1361)
        1. Margaret Stewart, Countess of Angus († 1418)
        2. Elisabeth Stewart ⚭ Alexander Hamilton of Innerwick

  2. Sir Alan Stewart of Dreghorn (vor 1298–1333)
    1. Sir John Stewart of Cruikston and Darnley (vor 1333–1369)
    2. Walter Stewart (vor 1333–1372)
    3. Sir Alexander Stewart of Darnley (vor 1333–1374) → Nachfahren siehe unten Linie Stewart of Darnley
    4. Elizabeth Stewart (* vor 1333)

  3. Sir Walter Stewart of Garlies and Dalswinton (* vor 1298)
    1. John Stewart of Dalswinton
      1. Walter Stewart of Garlies and Dalswinton

  4. Sir James Stewart of Pearston (vor 1298–1333) → Nachfahren siehe unten Linie Stewart of Pearston
  5. Sir John Stewart (vor 1298–1333)
  6. Isabella Stewart (vor 1298–1358)

#### Linie Stewart of Darnley
1. Sir Alexander Stewart of Darnley (vor 1333–1374) → Vorfahren siehe oben Linie Stewart of Bonkyl
  1. Sir Alexander Stewart of Darnley (vor 1356–1404), ⚭ I) N.N. Turnbull, ⚭ II) Janet Keith
    1. I) Sir William Stewart (vor 1370–1402) → Nachfahren siehe unten Linie Stewart of Garlies
    2. I) Sir John Stewart of Darnley (um 1380–1428), Seigneur d’Aubigny, ⚭ Elizabeth (Tochter des Duncan, 8. Earl of Lennox)
      1. Sir Alan Stewart of Darnley (vor 1414–1439)
        1. John Stewart, 1. Earl of Lennox (vor 1430–1495) ⚭ Margaret Montgomery
          1. Matthew Stewart, 2. Earl of Lennox (um 1488–1513) ⚭ Elizabeth Hamilton
            1. John Stewart, 3. Earl of Lennox (1490–1526) ⚭ Lady Elizabeth Stewart (s. u.)
              1. Matthew Stewart, 4. Earl of Lennox (1516–1571) ⚭ Lady Margaret Douglas
                1. Henry Stuart (1545–1545)
                2. Henry Stuart, Lord Darnley (1545–1567), ⚭ Maria Stuart → Nachfahren siehe unten Haus Stuart
                3. Charles Stewart, 1. Earl of Lennox (1557–1576)
                  1. Arbella Stuart (1575–1615), ⚭ William Seymour, 2. Duke of Somerset

              2. Elizabeth Stewart († 1564), ⚭ John Gordon, 11. Earl of Sutherland
              3. Robert Stewart, 1. Earl of March (1517–1586), Earl of Lennox, Bischofs-Elekt von Caithness
              4. John Stewart (1519–1567), Seigneur d’Aubigny
                1. Esmé Stewart, 1. Duke of Lennox (1542–1583)
                  1. Gabrielle Stewart, ⚭ Hugh Montgomerie, 5. Earl of Eglinton
                  2. Henrietta Stewart (1573–1642), ⚭ George Gordon, 1. Marquess of Huntly
                  3. Ludovic Stewart, 2. Duke of Lennox (1574–1624)
                  4. Esmé Stewart, 3. Duke of Lennox (1579–1624), Seigneur d’Aubigny, ⚭ Katherine Clifton, 2. Baroness Clifton
                    1. James Stewart, 4. Duke of Lennox (1612–1655)
                      1. Esmé Stewart, 5. Duke of Lennox (1649–1660)
                      2. Mary Stewart, 5. Baroness Clifton (1651–1668) ⚭ Richard Butler, 1. Earl of Arran
                      3. Lord Henry Stewart (1616–1632), Seigneur d’Aubigny
                      4. Lord George Stewart (1618–1642), Seigneur d’Aubigny
                      5. Charles Stewart, 6. Duke of Lennox (1639–1672)
                      6. Katherine Stewart, 7. Baroness Clifton (1640–1702), ⚭ (I) Henry O’Brien, Lord O’Brien, ⚭ (II) Sir Joseph Williamson

                    2. Lord Ludovic Stewart (1619–1665), Seigneur d’Aubigny

                  5. Mary Stewart (um 1582–1644), ⚭ 1592 John Erskine, 18. Earl of Mar

          2. Robert Stuart d’Aubigny (1470–1544), Seigneur d’Aubigny, Graf von Beaumont-le-Roger; ⚭ Anne Stuart († 1527), Tochter von Béraud Stuart († 1508), Seigneur d’Aubigny

        2. Alexander Stewart (vor 1439–1450)

      2. Sir John Stuart († 1482), Seigneur d’Aubigny; ⚭ 1446 Béatrix d’Apchier, Tochter von Béraud d’Apchier und Anne de la Gorce
        1. Béraud Stuart († 1508), Seigneur d’Aubigny
          1. Guyonne
          2. Anne († 1527); ⚭ Robert Stuart d’Aubigny (1470–1544), Seigneur d’Aubigny, Graf von Beaumont-le-Roger

      3. Alexander Stuart (* vor 1429)

    3. I) Alexander Stewart (* vor 1404)
    4. I) Robert Stewart (* vor 1404)
    5. I) James Stewart (* vor 1404)
    6. I) Janet Stewart (* vor 1404)
    7. II) Sir William Stewart of Castlemilk (vor 1404–1429)

##### Linie Stewart of Garlies
1. Sir William Stewart (vor 1370–1402) → Vorfahren siehe oben Linie Stewart of Darnley
  1. Sir John Stewart of Dalswinton and Garlies († um 1420)
    1. Sir William Stewart of Dalswinton and Garlies († nach 1479)
      1. Sir Alexander Stewart of Dalswinton and Garlies († um 1500)
        1. Sir Alexander Stewart of Garlies († 1513)
          1. Sir Alexander Stewart of Garlies († 1581)
            1. Sir Alexander Stewart, Younger of Garlies († 1571)
              1. Sir Alexander Stewart of Garlies († 1596)
                1. Alexander Stewart, 1. Earl of Galloway († 1649)
                  1. James Stewart, 2. Earl of Galloway (um 1610–1671)
                    1. Alexander Stewart, 3. Earl of Galloway (um 1643–1690)
                      1. Alexander Stewart, 4. Earl of Galloway (1660–1694)
                      2. James Stewart, 5. Earl of Galloway († 1746)
                        1. Alexander Stewart, 6. Earl of Galloway (um 1694–1773)
                          1. John Stewart, 7. Earl of Galloway (1736–1806)
                            1. George Stewart, 8. Earl of Galloway (1768–1834)
                              1. Randolph Stewart, 9. Earl of Galloway (1800–1873)
                                1. Alan Stewart, 10. Earl of Galloway (1835–1901)
                                2. Randolph Stewart, 11. Earl of Galloway (1836–1920)
                                  1. Randolph Stewart, 12. Earl of Galloway (1892–1978)
                                    1. Randolph Stewart, 13. Earl of Galloway (1928–2020)

                                3. Alexander Stewart (1838–1896)
                                  1. Walter Robert Stewart (1888–1918)
                                    1. Alexander David Stewart (1914–1985)
                                      1. Andrew Stewart, 14. Earl of Galloway (* 1949)

                    2. William Stewart of Castle Stewart
                      1. William Stewart
                        1. John Stewart of Castle Stewart (* 1700)

                2. William Stewart of Burray
                  1. Sir Archibald Stewart, 1. Baronet of Burray († 1689)
                    1. Sir Archibald Stewart, 2. Baronet of Burray († 1704)
                      1. Sir James Stewart, 3. Baronet of Burray († 1756)

      2. Sir Thomas Stewart of Minto († um 1500) → Nachfahren siehe unten Linie Stewart of Minto

  2. John Stewart, Provost of Glasgow

###### Linie Stewart of Minto
1. Sir Thomas Stewart of Minto († um 1500) → Vorfahren siehe oben Linie Stewart of Garlies
  1. Sir John Stewart of Minto († 1513)
    1. Sir Robert Stewart of Minto († 1553)
      1. Sir John Stewart of Minto († 1583)
        1. Sir Matthew Stewart of Minto († 1606)
          1. Walter Stewart of Minto → Linie erloschen

        2. Walter Stewart, 1. Lord Blantyre (1565–1617) → Linie Stewart of Blantyre
          1. William Stewart, 2. Lord Blantyre († 1638)
            1. Walter Stewart, 3. Lord Blantyre († 1641)
            2. Alexander Stewart, 4. Lord Blantyre († um 1670)
              1. Alexander Stuart, 5. Lord Blantyre († 1704)
                1. Walter Stuart, 6. Lord Blantyre (1683–1713)
                2. Robert Stuart, 7. Lord Blantyre († 1743)
                  1. Walter Stuart, 8. Lord Blantyre († 1751)
                  2. William Stuart, 9. Lord Blantyre († 1776)
                  3. Alexander Stuart, 10. Lord Blantyre († 1783)
                    1. Robert Stuart, 11. Lord Blantyre (1777–1830)
                      1. Charles Stuart, 12. Lord Blantyre (1818–1900) → Linie Stewart of Blantyre erloschen

  2. Archibald Stewart of Fintalloch → Linie Stewart of Fintalloch
    1. Archibald Stewart of Fintalloch († vor 1595)
      1. Archibald Stewart of Fintalloch († um 1596)
        1. Sir William Stewart, 1. Baronet of Ramelton (1646–1647)
          1. Sir Alexander Stewart, 2. Baronet of Ramelton († 1650)
            1. William Stewart, 1. Viscount Mountjoy (1650–1692)
              1. William Stewart, 2. Viscount Mountjoy († 1728)
                1. William Stewart, 1. Earl of Blessington (1709–1769) → Linie Stewart of Fintalloch erloschen
                  1. William Stewart, Viscount Mountjoy († 1754)

  3. William Stewart († 1545), Lord High Treasurer of Scotland, Bischof von Aberdeen

##### Haus Stuart
1. Henry Stuart, Lord Darnley ⚭ Maria Stuart, Königin von Schottland („Haus Stewart“) → Vorfahren siehe oben Linie Stewart of Darnley
  1. Jakob I. (1603–1625), König von England, Schottland und Irland ⚭ Anna von Dänemark, Tochter von König Friedrich II. (Dänemark und Norwegen)
    1. Henry Frederick Stuart, Prince of Wales
    2. Elisabeth Stuart ⚭ Kurfürst Friedrich V. von der Pfalz, König von Böhmen, gen. Winterkönig
    3. Margaret Stuart (1598–1600)
    4. Karl I. (1625–1649), König von England, Schottland und Irland ⚭ Henrietta Maria von Frankreich (1609–1669), Tochter von König Heinrich IV. von Frankreich
      1. Charles James Stuart (*† 1629)
      2. Karl II. (1660–1685), König von England, Schottland und Irland ⚭ Katharina von Braganza, Tochter von König Johann IV. (Portugal)
        1. (illegitim) James Scott, 1. Duke of Monmouth, 1. Duke of Buccleuch (1649–1685) → Nachfahren siehe unten Bastardlinie Scott of Buccleuch
        2. (illegitim) Henry FitzRoy, 1. Duke of Grafton (1663–1690) → Nachfahren siehe unten Bastardlinie FitzRoy of Grafton
        3. (illegitim) Charles FitzRoy, 2. Duke of Cleveland, 1. Duke of Southampton (1662–1730)
          1. William FitzRoy, 3. Duke of Cleveland, 2. Duke of Southampton (1698–1774)

        4. (illegitim) George FitzRoy, 1. Duke of Northumberland (1665–1716)
        5. (illegitim) Charles Beauclerk, 1. Duke of St. Albans (1670–1726) → Nachfahren siehe unten Bastardlinie Beauclerk of St. Albans
        6. (illegitim) Charles Lennox, 1. Duke of Richmond (1672–1723) → Nachfahren siehe unten Bastardlinie Lennox of Richmond

      3. Maria Henrietta Stuart (1631–1660) ⚭ Wilhelm II., Fürst von Oranien
      4. Jakob II. (1633–1701), König von England, Schottland und Irland, ⚭ I) Lady Anne Hyde (1637–1671), ⚭ II) Maria Beatrice d’Este (1658–1718) → siehe auch Jakobiten
        1. I) Charles Stuart (1660–1661)
        2. I) Maria II. (1689–1694), Königin von England, Schottland und Irland ⚭ Wilhelm III. (1689–1702), König von England, Schottland und Irland
        3. I) James Stuart (1663–1667)
        4. I) Anne (1702–1714), Königin von England, Schottland und Irland, ab 1707 König von Großbritannien und Irland ⚭ Prinz Georg von Dänemark und Norwegen
        5. I) Charles Stuart (1660–1661)
        6. I) Edgar Stuart (1666–1671)
        7. I) Henrietta Stuart (*† 1669)
        8. I) Catharine Stuart (*† 1671)
        9. II) Catharine Laura Stuart (*† 1675)
        10. II) Isabella Stuart (1676–1681)
        11. II) Charles Stuart (*† 1677)
        12. II) Elizabeth Stuart (*† 1678)
        13. II) Charlotte Maria Stuart (*† 1682)
        14. II) James Francis Edward Stuart (1688–1766), gen. the Old Pretender ⚭ Maria Clementina Sobieska, Tochter von Jakob Louis Heinrich Sobieski
          1. Charles Edward Stuart (1720–1788) ⚭ Prinzessin Luise von Stolberg-Gedern
          2. Henry Benedict Stuart (1725–1807), Kardinal → Linie erloschen

        15. II) Louisa Maria Theresa Stuart (1692–1712)
        16. (illegitim) Henrietta Fitzjames (1667–1730)
        17. (illegitim) James Fitzjames, 1. Duke of Berwick (1670–1734) → Nachfahren siehe Bastardlinie Fitz-James of Berwick
        18. (illegitim) Henry Fitzjames (1673–1702)
        19. (illegitim) Arabella Fitzjames (1674–1704)

      5. Elisabeth Stuart (1635–1650)
      6. Anne Stuart (1637–1640)
      7. Catherine Stuart (*† 1639)
      8. Henry Stuart, Duke of Gloucester (1640–1660)
      9. Henrietta Anne Stuart (1644–1670) ⚭ Philipp I., Herzog von Orléans

    5. Robert Bruce Stuart, Duke of Kintyre (*† 1602)
    6. Mary Stuart (1605–1607)
    7. Sophie Stuart (*† 1616)

###### Bastardlinie Scott of Buccleuch
1. James Scott, 1. Duke of Monmouth, 1. Duke of Buccleuch (1649–1685) ⚭ Anne Scott, 1. Duchess of Buccleuch (1651–1732) → Vorfahren siehe oben Haus Stuart
  1. Charles Scott, Earl of Dalkeith (1672–1674)
  2. James Scott, Earl of Dalkeith (1674–1705) ⚭ Henrietta Hyde (um 1677–1730)
    1. Francis Scott, 2. Duke of Buccleuch (1695–1751) ⚭ Jane Douglas (1701–1729), Tochter des James Douglas, 2. Duke of Queensberry
      1. Francis Scott, Earl of Dalkeith (1721–1750)
        1. Henry Scott, 3. Duke of Buccleuch, 5. Duke of Queensberry (1746–1812)
        2. Charles Montagu-Scott, 4. Duke of Buccleuch, 6. Duke of Queensberry (1772–1819)
          1. Walter Montagu-Douglas-Scott, 5. Duke of Buccleuch, 7. Duke of Queensberry (1806–1884)
            1. William Montagu-Douglas-Scott, 6. Duke of Buccleuch, 8. Duke of Queensberry (1831–1914)
              1. John Montagu-Douglas-Scott, 7. Duke of Buccleuch, 9. Duke of Queensberry (1864–1935)
                1. Walter Montagu-Douglas-Scott, 8. Duke of Buccleuch, 10. Duke of Queensberry (1894–1973)
                  1. John Scott, 9. Duke of Buccleuch, 11. Duke of Queensberry (1923–2007)
                    1. Richard Scott, 10. Duke of Buccleuch 12. Duke of Queensberry (* 1954)
                      1. Walter Scott, Earl of Dalkeith (* 1984)

  3. Henry Scott, 1. Earl of Deloraine (1676–1730)
  4. Lady Charlotte Scott († 1683)
  5. Lord Francis Scott (1678–1679)
  6. (illegitim) James Crofts
  7. (illegitim) Eleanor Crofts
  8. (illegitim) Henriette Crofts ⚭ Charles Paulet, 2. Duke of Bolton

###### Bastardlinie FitzRoy of Grafton
1. Henry FitzRoy, 1. Duke of Grafton (1663–1690) ⚭ Isabella Bennet, 2. Countess of Arlington → Vorfahren siehe oben Haus Stuart
  1. Charles FitzRoy, 2. Duke of Grafton (1683–1757)
    1. Lord Augustus FitzRoy (1716–1741)
      1. Augustus FitzRoy, 3. Duke of Grafton (1735–1811)
        1. George FitzRoy, 4. Duke of Grafton (1760–1844)
          1. Henry FitzRoy, 5. Duke of Grafton (1790–1863)
            1. William FitzRoy, 6. Duke of Grafton (1819–1882)
            2. Augustus FitzRoy, 7. Duke of Grafton (1821–1918)
              1. Alfred FitzRoy, 8. Duke of Grafton (1850–1930)
                1. William FitzRoy, Viscount Ipswich (1884–1918)
                  1. John FitzRoy, 9. Duke of Grafton (1914–1936)

              2. Rev. Lord Charles FitzRoy (1857–1911)
                1. Charles FitzRoy, 10. Duke of Grafton (1892–1970)
                  1. Hugh FitzRoy, 11. Duke of Grafton (1919–2011)
                    1. James FitzRoy, Earl of Euston (1947–2009)
                      1. Henry FitzRoy, 12. Duke of Grafton (* 1978)
                        1. Alfred FitzRoy, Earl of Euston (* 2012)

        2. Lord Charles FitzRoy (1764–1829)
          1. Robert FitzRoy (1805–1865)

      2. Charles FitzRoy, 1. Baron Southampton (1737–1797)
        1. George FitzRoy, 2. Baron Southampton (1761–1810)
          1. Charles FitzRoy, 3. Baron Southampton (1804–1872)
            1. Charles FitzRoy, 4. Baron Southampton (1867–1958)
              1. Charles FitzRoy, 5. Baron Southampton (1904–1989)
                1. Charles FitzRoy, 6. Baron Southampton (1928–2015)
                  1. Edward FitzRoy, 7. Baron Southampton (* 1955)
                    1. Hon. Charles Edward FitzRoy (* 1983)

            2. Rt. Hon. Edward FitzRoy (1869–1943)
              1. Oliver FitzRoy, 2. Viscount Daventry (1893–1986)
              2. Hon. John FitzRoy-Newdegate (1897–1976)
                1. Francis FitzRoy-Newdegate, 3. Viscount Daventry (1921–2000)
                  1. James FitzRoy-Newdegate, 4. Viscount Daventry (* 1960)
                    1. Hon. Humphrey FitzRoy-Newdegate (* 1995)

###### Bastardlinie Beauclerk of St. Albans
1. Charles Beauclerk, 1. Duke of St. Albans (1670–1726) ⚭ Lady Diana de Vere → Vorfahren siehe oben Haus Stuart
  1. Charles Beauclerk, 2. Duke of St. Albans (1696–1751)
    1. George Beauclerk, 3. Duke of St. Albans (1720–1786)

  2. Lord William Beauclerk (1698–1733)
    1. Charles Beauclerk († 1775)
      1. George Beauclerk, 4. Duke of St. Albans (1758–1787)

  3. Vere Beauclerk, 1. Baron Vere (1699–1781)
    1. Aubrey Beauclerk, 5. Duke of St. Albans (1740–1802)
      1. Aubrey Beauclerk, 6. Duke of St. Albans (1765–1815)
        1. Aubrey Beauclerk, 7. Duke of St. Albans (1815–1816)

      2. William Beauclerk, 8. Duke of St. Albans (1766–1825)
        1. William Beauclerk, 9. Duke of St. Albans (1801–1849)
          1. William Beauclerk, 10. Duke of St. Albans (1840–1898)
            1. Charles Beauclerk, 11. Duke of St. Albans (1870–1934)
            2. Osborne Beauclerk, 12. Duke of St. Albans (1874–1964)

        2. Lord Charles Beauclerk (1813–1861)
          1. Aubrey Beauclerk (1850–1933)
            1. Charles Beauclerk, 13. Duke of St. Albans (1915–1988)
              1. Murray Beauclerk, 14. Duke of St. Albans (* 1939)
                1. Charles Beauclerk, Earl of Burford (* 1965)
                  1. James Beauclerk, Lord Vere (* 1995)

###### Bastardlinie Lennox of Richmond
1. Charles Lennox, 1. Duke of Richmond (1672–1723) → Vorfahren siehe oben Haus Stuart
  1. Charles Lennox, 1. Duke of Richmond, 1. Duke of Lennox (1672–1723)
    1. Charles Lennox, 2. Duke of Richmond, 2. Duke of Lennox (1701–1750)
      1. Charles Lennox, 3. Duke of Richmond, 3. Duke of Lennox (1734–1806)
      2. Lord George Lennox († 1805)
        1. Charles Lennox, 4. Duke of Richmond, 4. Duke of Lennox (1764–1819)
          1. Charles Gordon-Lennox, 5. Duke of Richmond, 5. Duke of Lennox (1791–1860)
            1. Charles Gordon-Lennox, 6. Duke of Richmond, 6. Duke of Lennox, 1. Duke of Gordon (1818–1903)
              1. Charles Gordon-Lennox, 7. Duke of Richmond, 7. Duke of Lennox, 2. Duke of Gordon (1845–1928)
                1. Charles Gordon-Lennox, 8. Duke of Richmond, 8. Duke of Lennox, 3. Duke of Gordon (1870–1935)
                  1. Frederick Gordon-Lennox, 9. Duke of Richmond, 9. Duke of Lennox, 4. Duke of Gordon (1904–1989)
                    1. Charles Gordon-Lennox, 10. Duke of Richmond, 10. Duke of Lennox, 5. Duke of Gordon (1929–2017)
                      1. Charles Gordon-Lennox, 11. Duke of Richmond, 11. Duke of Lennox, 6. Duke of Gordon (* 1955)
                        1. Gordon-Lennox, Earl of March and Kinrara (* 1994)

### Linie Stewart of Pearston
1. Sir James Stewart of Pearston (vor 1298–1333) → Vorfahren siehe oben Linie Stewart of Bonkyl
  1. Sir Robert Stewart of Innermeath and Durrisdeer (* vor 1352)
    1. Sir John Stewart of Innermeath and Lorne (vor 1367–1421) ⚭ Isabel MacDougall
      1. Robert Stewart, 1. Lord Lorne (vor 1382–1449) ⚭ Lady Joan Stewart, Tochter des Robert Stewart, 1. Duke of Albany
        1. John Stewart, 2. Lord Lorne († 1463)
          1. (illegitim) Dugald Stewart of Appin (1448–um 1498) → Nachfahren siehe unten Linie Stewart of Appin

        2. Walter Stewart, 1. Lord Innermeath, 3. Lord Lorne († 1489)
          1. Thomas Stewart, 2. Lord Innermeath († 1513)
            1. Richard Stewart, 3. Lord Innermeath († 1532)
              1. John Stewart, 4. Lord Innermeath († 1569)
                1. James Stewart, 5. Lord Innermeath († 1585)
                  1. John Stewart, 1. Earl of Atholl, 6. Lord Innermeath († 1603)
                    1. James Stewart, 2. Earl of Atholl, 7. Lord Innermeath († 1625)

      2. Sir James Stewart of Lorne (vor 1421–1448)
        1. John Stewart, 1. Earl of Atholl (1440–1512)
          1. John Stewart, 2. Earl of Atholl (1475–1521)
            1. John Stewart, 3. Earl of Atholl (1507–1542)
              1. John Stewart, 4. Earl of Atholl († 1579)
                1. John Stewart, 5. Earl of Atholl (1563–1595)

          2. Lady Elizabeth Stewart, ⚭ John Stewart, 3. Earl of Lennox (1490–1526)

        2. James Stewart, 1. Earl of Buchan (1445–1499) ⚭ Joan Beaufort
          1. Alexander Stewart, 2. Earl of Buchan († 1505)
            1. John Stewart, 3. Earl of Buchan († 1551)
              1. John Stewart, Master of Buchan († 1547)
                1. Christina Stewart, 4. Countess of Buchan ⚭ Robert Douglas († 1580)

          2. (illegitim) James Stewart of Traquair († 1513) → Nachfahren siehe unten Bastardlinie Stewart of Traquair

        3. Andrew Stewart (1443–1501), Bischof von Moray

      3. Alexander Stewart of Grandtully
        1. […]
          1. Sir Thomas Stewart, 1. Baronet of Blair and Balcaskie († um 1717)
            1. Sir George Stewart, 2. Baronet of Blair and Balcaskie (1686–1759)
            2. Sir John Stewart, 3. Baronet of Blair and Balcaskie (1687–1764), ⚭ (1) Elizabeth Mackenzie, ⚭ (2) Lady Jane Douglas, Tochter des James Douglas, 2. Marquess of Douglas
              1. (1) Sir John Stewart, 4. Baronet of Blair and Balcaskie (um 1726–1797) 
                1. Sir George Stewart, 5. Baronet of Blair and Balcaskie (1750–1827) 
                  1. Sir John Drummond Stewart, 6. Baronet of Blair and Balcaskie (1794–1838)
                  2. Sir William Drummond Stewart, 7. Baronet of Blair and Balcaskie (1795–1871)
                  3. Sir Archibald Drummond Stewart, 8. Baronet of Blair and Balcaskie (1807–1890)

              2. (2) Archibald Douglas, 1. Baron Douglas (1748–1827)
                1. Archibald Douglas, 2. Baron Douglas (1773–1844)
                2. Charles Douglas, 3. Baron Douglas (1775–1848)
                3. James Douglas, 4. Baron Douglas (1787–1857)

              3. Sholto Thomas Stewart (1748–1753)

    2. Sir Robert Stewart of Rosyth and Durrisdeer († 1403) ⚭ Janet MacDougall

#### Linie Stewart of Appin
1. Dugald Stewart, 1. Laird of Appin (1448–um 1498) → Vorfahren siehe oben Linie Stewart of Pearston
  1. Duncan Stewart, 2. Laird of Appin
    1. Alan Stewart, 3. Laird of Appin († 1562)
      1. Duncan Stewart, Younger of Appin († um 1547)
        1. John Stewart, 4. Laird of Appin († um 1595)
          1. Duncan Stewart, 5. Laird of Appin († um 1595)
            1. Duncan Stewart, 6. Laird of Appin
              1. Duncan Stewart, 7. Laird of Appin
              2. Alan Stewart
                1. Robert Stewart, 8. Laird of Appin († vor 1739)
                  1. Dugald Stewart, 9. Laird of Appin († 1769)

          2. John Stewart, 1. Laird of Ardsheal
            1. Duncan Stewart, 2. Laird of Ardsheal († nach 1644)
              1. John Stewart, 3. Laird of Ardsheal († nach 1685)
                1. John Stewart, 4. Laird of Ardsheal († nach 1717)
                  1. Charles Stewart, 5. Laird of Ardsheal († 1757)
                    1. Duncan Stewart, 6. Laird of Ardsheal († 1793)
                      1. John Stewart
                        1. Duncan Stewart
                          1. Duncan Stewart († 1887)
                          2. John Stewart
                            1. Allan Winslow Stewart, 15. Laird of Appin († 1953)
                              1. Sir Dugald Leslie Lorn Stewart, 16. Laird of Appin (1921–1984)
                                1. Andrew Francis Stewart, 17. Laird of Appin (* 1949)

                      2. Reverend James Haldane Stewart (1778–1854)

      2. Alexander Stewart, 1. Laird of Invernahyle
        1. N.N. Stewart
          1. N.N. Stewart, 2. Laird of Invernahyle
            1. N.N. Stewart
              1. Donald Stewart, 5. Laird of Invernahyle
                1. Reverend Duncan Stewart, 1. Laird of Strathgarry and of Inverhadden
                  1. Alexander Stewart, 2. Laird of Strathgarry
                    1. Reverend Alexander Stewart, 3. Laird of Strathgarry
                      1. Reverend Duncan Stewart, 4. Laird of Strathgarry (1747–1804)
                        1. Alexander Stewart, 5. Laird of Strathgarry (1779–1835)
                          1. Hinton Daniell Stewart, 6. Laird of Strathgrarry (1835–1926)
                            1. Sir Kenneth Dugald Stewart, 1. Baronet of Strathgarry (1882–1972)
                              1. Sir David Brodribb Stewart, 2. Baronet of Strathgarry (1913–1992)
                              2. Sir Alastair Robin Stewart, 3. Baronet of Strathgarry (* 1925)
                                1. John Kenneth Alexander Stewart, Younger of Strathgarry (1961–2011)

      3. Dugald Stewart, 1. Laird of Archnacone
      4. James Stewart, 1. Laird of Fasnacloich

#### Bastardlinie Stewart of Traquair
1. James Stewart, 1. Laird of Traquair († 1513) → Vorfahren siehe oben Linie Stewart of Pearston
  1. William Stewart, 2. Laird of Traquair († nach 1538)
    1. Robert Stewart, 3. Laird of Traquair († 1548)
    2. Sir John Stewart, 4. Laird of Traquair († 1591)
    3. Sir William Stewart, 5. Laird of Traquair († 1605)
    4. James Stewart, 6. Laird of Traquair († 1606)
      1. John Stewart, Younger of Traquair († vor 1606)
        1. John Stewart, 1. Earl of Traquair (um 1600–1659)
          1. John Stewart, 2. Earl of Traquair (1624–1666)
            1. William Stewart, 3. Earl of Traquair (1657–1673)
            2. Charles Stewart, 4. Earl of Traquair (1659–1741) ⚭ Lady Mary Maxwell
              1. Charles Stewart, 5. Earl of Traquair (1697–1764)
              2. John Stewart, 6. Earl of Traquair (1699–1779)
                1. Charles Stewart, 7. Earl of Traquair (1746–1827) ⚭ Mary Ravenscroft
                  1. Charles Stewart, 8. Earl of Traquair (1781–1861) → Linie erloschen

### Linie Stewart of Menteith
1. Walter Bulloch Stewart, ⚭ Mary de Menteith, Countess of Menteith → Vorfahren siehe oben Hauptlinie des Hauses Stewart
  1. Alexander Stewart, Earl of Menteith († vor 1306)
    1. Alan Stewart, Earl of Menteith († zwischen 1306 und 1309)
      1. Alan Stewart († nach 1315)
      2. Mary Stewart, Countess of Menteith (um † 1360), ⚭ Sir John Graham († 1347) → Linie erloschen

    2. Murdoch Stewart, Earl of Menteith († 1332)

  2. Sir John Menteith of Ruskie and Knapdale (um 1275–1323)
  3. Elena Stewart, ⚭ John Drummond, 8. Thane of Lennox